# ヘーゲル学派 (第二世代)
ヘーゲル学派 (第二世代) は、ヘーゲル学派が解体した後の19世紀後半にヘーゲルの研究に従事していた人物たちのことである。便宜上、本記事ではこの表現を用いるが、時期も特定されておらず、学術的に決まった名称もないので、19世紀後半のヘーゲル研究、ヘーゲル学派 (第二次)などという項目名でも呼ぶことができよう。
こうした呼称は、唯物論の興隆などドイツ観念論の哲学が急速に衰退しつつあった時代のヘーゲル研究者を指す。また、この時期の研究者はカント研究など、他の分野を兼ねている場合も多かった。いずれにせよ、現在の学派のようなまとまったな実態でもなく、人物も僅少であったが、ヘーゲルと20世紀初頭から始まった新ヘーゲル主義とを結ぶ大事な架け橋を担った人物たちであった。この時代、ドイツではヘルマン・ノールや、クーノ・フィッシャー、ハイムなどがおり、観念論哲学研究は脈々と受け継がれていた。当時隆盛していた歴史主義的な見方との結びつきも見られ、このことは後の新ヘーゲル主義に直接影響を与えた。
19世紀後半には、ヨーロッパ各国・アメリカ・日本などヘーゲル哲学が伝わった時期でもあった。そのことも、新ヘーゲル主義成立において重要な出来事である。